# Acinonyx jubatus venaticus
El guepardo asiático (Acinonyx jubatus venaticus) (चीता Cītā) es una rara subespecie de guepardo encontrado principalmente en Irán. Es un atípico miembro de la familia de los gatos (Felidae) el cual caza principalmente utilizando su velocidad en grupo o escondiéndose. Vive en un gran desierto fragmentado y, mismo así, se extinguió recientemente en la India; es también conocido como el guepardo índico. Es el más rápido de todos los animales terrestres y puede llegar hasta velocidades de 104 km/h (65 mph). El guepardo también es conocido por su impresionante capacidad de aceleración (0–97 km/h en 3 segundos o menos; más rápido que el Mercedes-Benz SLR McLaren, el Lamborghini Murciélago y el F/A-18 Hornet).
El guepardo asiático es una especie en peligro crítico de extinción. Esta subespecie de guepardo actualmente sólo se encuentra en Irán, aunque en algunas raras ocasiones se han producido avistamientos en Baluchistán. Habita principalmente en el vasto desierto del interior de Irán, es las escasas zonas de hábitat adecuado. 
El peligro de extinción del guepardo asiático se ha producido en época reciente. En siglos pasados era una especie mucho más numerosa que se extendida desde Arabia a la India, incluyendo Afganistán; actualmente se estima que sobrevive una población de entre 70-100 ejemplares, la mayoría de ellos en Irán.

## Historia de la población

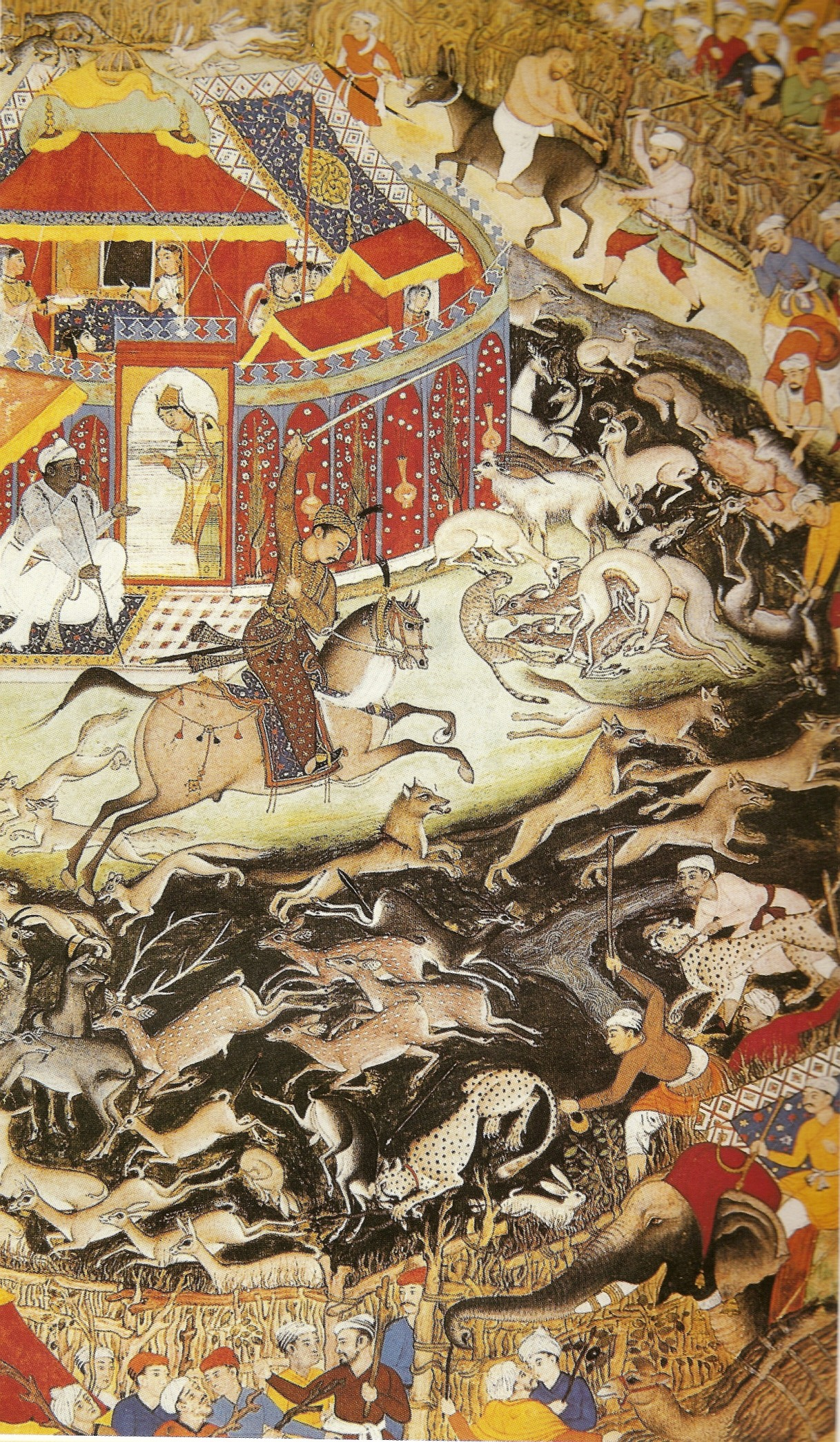
Akbar, emperador Mogol de la India cazando con guepardos asiáticos domesticados, hacia 1602. Se dice que llegó a tener 1000 guepardos para sus cacerías reales.

El guepardo asiático se extendía originalmente desde la península arábiga hasta la India, a través de Irán y Asia Central, Afganistán y Pakistán. En Irán y en la India era especialmente numerosos. Los guepardos eran domesticados y entrenados para cazar gacelas. Akbar, el emperador Mogol de la India, se dice que llegó a tener hasta 1000 guepardos, que a menudo aparecen representados en muchos miniaturas y pinturas persas e indias. Las numerosas limitaciones a la conservación del guepardo, sus complejos requisitos de conservación como su baja tasa de fertilidad, la elevada mortalidad de los cachorros debido a factores genéticos y el hecho de que sean las hembras las que elijan a los machos, han dificultado su cría en cautividad para su conservación. Un problema específico de los guepardos es su limitada reserva genética. Todos los guepardos tienen una reducida diversidad genética al parecer debido a su casi extinción hace unos 12.000 años. Los guepardos son una especie delicada y susceptible a los cambios en su entorno.
A principios del siglo XX, el guepardo asiático ya se había extinguido en muchos lugares de su antigua distribución. La última evidencia física de la presencia del guepardo asiático en la India fueron tres ejemplares abatidos por el majarás de Surguja en el año 1947 al este de Madhya Pradesh. En 1990 los últimos ejemplares encontrados parecían concentrarse en Irán. Durante los años setenta existían unos 200 guepardos en Irán, pero en los últimos años el biólogo iraní Hormoz Asadi estimó que el solo quedaban entre 50 y 100 guepardos asiáticos. Entre los años 2005 y 2006 se realizó una nueva estimación que arrojó un número entre 50-60 guepardos asiáticos en libertad. La mayoría de estos 60 guepardos asiáticos viven en el desierto de Kavir en Irán. Otra población habita el terreno semidesértico en la frontera entre Irán y Pakistán. En los lugares donde se han encontrado guepardos, los habitantes locales afirman que no los han visto durante más de 15 años, lo que podría indicar la presencia de algunas poblaciones supervivientes que todavía no han sido avistadas.
El 1 de mayo de 2022 se dio a conocer que por primera vez en la historia de esta especie, una hembra dio a luz a tres cachorros de la misma estando en cautiverio.